# Psittacula longicauda
La cotorra colilarga (Psittacula longicauda) es una especie de ave psitaciforme de la familia Psittaculidae que vive en el sudeste asiático. 

## Descripción

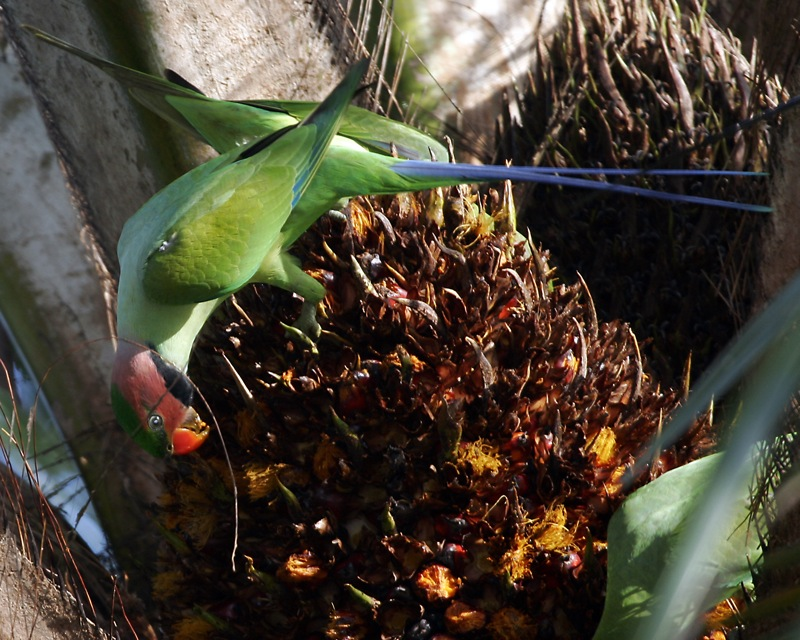
Macho alimentándose en una palmera.

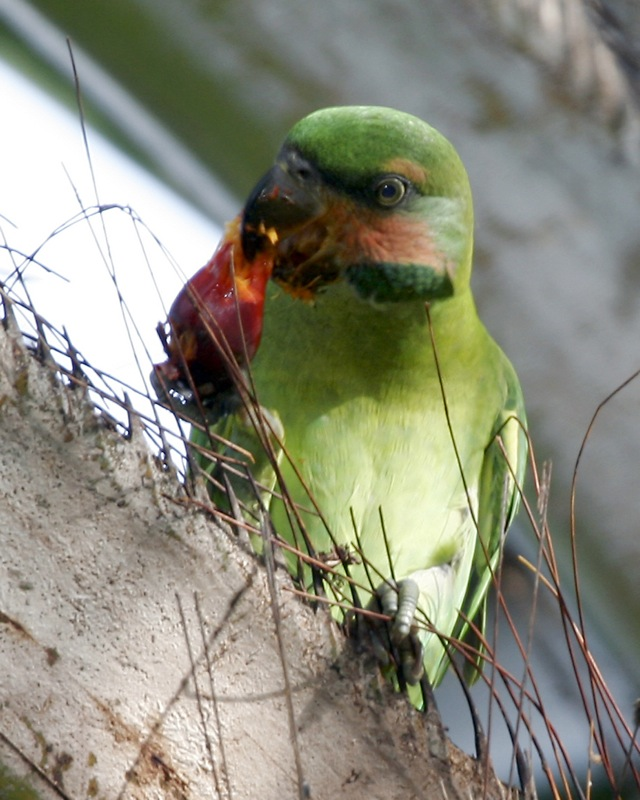
Hembra comiendo.

La cotorra colilarga presenta dimorfismo sexual en la longitud de la cola y la coloración de la cabeza. Los machos miden alrededor de 41 cm de largo, de los cuales más de la mitad corresponden a su larguísima cola, las hembras que tienen la cola más corta miden alrededor de 25 cm. El plumaje de su cuerpo es verde, más claro en las partes inferiores y de tonos azulados en la espalda. Las dos largas plumas centrales de los machos son de color azul celeste. Los machos tienen el píleo verde, las mejillas de color rojo rosado y una ancha lista negra desde la garganta rodeando la parte superior del cuello, además de una lista loral también negra. Las hembras presentan las mejillas de tonos más apagados, anaranjados, y sus listas faciales no son negras sino de color verde oscuro. Su pico es robusto y muy curvado hacia abajo, de color rojizo en los machos y negruzco en las hembras.

## Distribución y hábitat
Se encuentra en el sur de la península malaya, Sumatra, Borneo, Bangka, las islas Andamán y Nicobar y otras islas menores circundantes. Es alopátrica con su congénere la cotorra piquirroja (Psittacula alexandri), excepto en las islas Andamán donde se encuentran juntas.